# STRIP2
STRIP2 (англ. Striatin interacting protein 2) – білок, який кодується однойменним геном, розташованим у людей на 7-й хромосомі. Довжина поліпептидного ланцюга білка становить 834 амінокислот, а молекулярна маса — 95 360.
Білок локалізується в ядрі чи навколо нього. Він взаємодіє зі стріатином, білком цитоскелету. Входить до складу великого комплексу, який регулює форму клітини по мірі її росту. Фібробласти зі зниженою кількістю STRIP2 набувають видовженої форми та погано рухаються.
STRIP2 є важливим для диференціації стовбурових клітин та задіяний у канцерогенезі. Він також бере участь у розвитку клітин судин, серця, нервової системи, у процесах поділу клітин, адгезії, руху.
| 10         |  | 20         |  | 30         |  | 40         |  | 50         |
| ---------- |  | ---------- |  | ---------- |  | ---------- |  | ---------- |
| MEDPAAPGTG |  | GPPANGNGNG |  | GGKGKQAAPK |  | GREAFRSQRR |  | ESEGSVDCPT |
| LEFEYGDADG |  | HAAELSELYS |  | YTENLEFTNN |  | RRCFEEDFKT |  | QVQGKEWLEL |
| EEDAQKAYIM |  | GLLDRLEVVS |  | RERRLKVARA |  | VLYLAQGTFG |  | ECDSEVDVLH |
| WSRYNCFLLY |  | QMGTFSTFLE |  | LLHMEIDNSQ |  | ACSSALRKPA |  | VSIADSTELR |
| VLLSVMYLMV |  | ENIRLERETD |  | PCGWRTARET |  | FRTELSFSMH |  | NEEPFALLLF |
| SMVTKFCSGL |  | APHFPIKKVL |  | LLLWKVVMFT |  | LGGFEHLQTL |  | KVQKRAELGL |
| PPLAEDSIQV |  | VKSMRAASPP |  | SYTLDLGESQ |  | LAPPPSKLRG |  | RRGSRRQLLT |
| KQDSLDIYNE |  | RDLFKTEEPA |  | TEEEEESAGD |  | GERTLDGELD |  | LLEQDPLVPP |
| PPSQAPLSAE |  | RVAFPKGLPW |  | APKVRQKDIE |  | HFLEMSRNKF |  | IGFTLGQDTD |
| TLVGLPRPIH |  | ESVKTLKQHK |  | YISIADVQIK |  | NEEELEKCPM |  | SLGEEVVPET |
| PCEILYQGML |  | YSLPQYMIAL |  | LKILLAAAPT |  | SKAKTDSINI |  | LADVLPEEMP |
| ITVLQSMKLG |  | IDVNRHKEII |  | VKSISTLLLL |  | LLKHFKLNHI |  | YQFEYVSQHL |
| VFANCIPLIL |  | KFFNQNILSY |  | ITAKNSISVL |  | DYPCCTIQDL |  | PELTTESLEA |
| GDNSQFCWRN |  | LFSCINLLRL |  | LNKLTKWKHS |  | RTMMLVVFKS |  | APILKRALKV |
| KQAMLQLYVL |  | KLLKLQTKYL |  | GRQWRKSNMK |  | TMSAIYQKVR |  | HRMNDDWAYG |
| NDIDARPWDF |  | QAEECTLRAN |  | IEAFNSRRYD |  | RPQDSEFSPV |  | DNCLQSVLGQ |
| RLDLPEDFHY |  | SYELWLEREV |  | FSQPICWEEL |  | LQNH       |  |            |

A: Аланін

C: Цистеїн

D: Аспарагінова кислота

E: Глутамінова кислота

F: Фенілаланін

G: Гліцин

H: Гістидин

I: Ізолейцин

K: Лізин

L: Лейцин

M: Метіонін

N: Аспарагін

P: Пролін

Q: Глутамін

R: Аргінін

S: Серин

T: Треонін

V: Валін

W: Триптофан

Кодований геном білок за функцією належить до фосфопротеїнів. 
Задіяний у такому біологічному процесі, як альтернативний сплайсинг. 
Локалізований у цитоплазмі.